# ロビン・ラスティグ
ロビン・フランシス・ラスティグ(Robin Francis Lustig 1948年8月30日-)は〔BBCワールド・サーヴィス〕と〔BBCレイディオ4〕(BBC Radio 4)の番組を担当していた英国ロンドン市ストーク・ニューイントン(Stoke Newington)出身のジャーナリスト / レイディオ・ブロードキャスターである。

## 経歴
サセックス大学で政治を研究した後、ラスティグはマドリードでヨーロッパの通信社ロイターの海外特派員となり、後にパリ、そしてローマへとその拠点を移した。次に彼は、英国の日曜紙〔ジ・オブザーヴァー〕に内務省エディター、中東通信員、アシスタント・エディター(Assistant Editor)として12年間勤務した。
1989年に彼は英国放送協会に入社し、〔レイディオ4〕の『ザ・ワールド・トゥナイト』(The World Tonight)『ニューズスタンド』(Newsstand)『ストップ・プレス』(Stop Press)『ファイル・オン4』(File on 4)や〔ワールド・サーヴィス〕の『ニューズアウア』(Newshour)等の番組を受け持った。1997年8月31日にラスティグは、ダイアナ英国皇太子妃急死(Death of Diana, Princess of Wales)の公式発表の数時間後に特別番組を報道した。1998年の番組開始告知から2006年まで彼は、後に『ハヴ・ユア・セイ』(Have Your Say)へと改題される国際視聴者参加型番組『トーキング・ポイント』(Talking Point)にて司会を務めた。BBCワールド・サーヴィス(レイディオ)とBBCワールド・ニューズ(TV & オンライン)でサイマル放送されたこの番組で彼が迎えたゲストには、ネルソン・マンデラ、タボ・ムベキ、オルシェグン・オバサンジョ、ウゴ・チャベス、トニー・ブレア等がいる。
後にラスティグは重要な事案に関する特別番組を除いては出演を『ザ・ワールド・トゥナイト』と『ニューズアウア』だけに絞り、イギリスで1997年以来毎回続けている〔BBCワールド・サーヴィス〕での夜間の選挙速報のみならず、2004年と2008年のアメリカ合衆国大統領選挙番組も発信した。加えてイラン、イスラエル、日本、ロシアおよびジンバブエを含む他の多くの国々の選挙についても同様にレポートしている。彼はアフガニスタン、中国、イラン、イラク、日本、コソボおよびメキシコ等の20か国以上から『ザ・ワールド・トゥナイト』を放送した。
また彼は〔BBCワールド・サーヴィス〕にて2005年の『ルッキング・フォー・デモクラシー』と2006年の『ジェネレーション・ネクスト』の2本のドキュメンタリー・シリーズを執筆・発表した。
ラスティグは2011年10月10日放送のBBC〔レイディオ4〕内の番組『アフタヌーン・プレイ』(Afternoon Play)でのジュリアン・シンプソン(Julian Simpson)作のレイディオ即興劇"ダンスのお時間 / A Time to Dance"に本人役で主演した。
そして2012年12月13日の『ザ・ワールド・トゥナイト』と、翌週18日の『ニューズアウア』をラスティグはそれぞれの最後の出演とした。

## 受賞
『ザ・ワールド・トゥナイト』の特別番組でソビエト連邦の崩壊の最後の日にソヴィエト連邦の首都モスカウから生中継を行なったラスティグは1992年にニュー・ヨーク・レイディオ・フェスティヴァル(New York Radio Festival)にて金メダルが与えられた。1998年にはトーク / ニューズ・ブロードキャスター・オブ・ザ・イヤー(Talk / News Broadcaster of the Year)で銀賞にあたるソニーのレイディオ・アカデミー・アワーズ(Radio Academy Awards)を受賞した。1999年のザ・タイムズ紙上にて「ジョン・ハンフリーズ(John Humphrys)以来の、レイディオ界ではあらゆる場で最高のニュース司会者とみて間違いない」と評価され、2012年には顎鬚解放戦線(Beard Liberation Front)より〔今年の顎鬚大賞〕(Beard of the Year)が贈られている。2014年に公式ブログの〔ラスティグス・レター / Lustig’s Letter〕がインディペンデント・ブロガー部門で最優秀賞に選ばれた。

## 参照
1. ↑  デイツ, コーリー (2002年8月31日). “ダイアナ妃が亡くなった日、レイディオはそこにいた”.   アバウト・コム. 2014年11月28日閲覧。
2. ↑  シンプソン, ジュリアン (2011年10月10日). “ア・タイム・トゥ・ダンス”.   BBC. 2014年11月28日閲覧。
3. ↑  フレット, キース (2012年12月28日). “BBCの古参ロビン・ラスティグが2012年のビアード・オブ・ザ・イヤーでクリケット選手のモンティー・パンザーに勝利！”.   顎鬚解放戦線. 2014年11月28日閲覧。
4. ↑  “ザ・コメント・アワーズ 2014 ウイナーズ”.   ザ・コメント・アワーズ. 2014年11月28日閲覧。